# Francesca Vendrell Gallostra
Francesca Vendrell i Gallostra, también conocida como Francisca Vendrell de Millás, (Barcelona, 1902-1994) fue una historiadora y medievalista española. Fue la segunda mujer en ingresar a la Real Academia de Buenas Letras de Barcelona en 1984.

## Trayectoria
Estudió filosofía y letras en la Universidad de Barcelona, donde se licenció en 1921. Posteriormente, se doctoró en 1931 con la tesis titulada La corte literaria de Alfonso V de Aragón y tres poetas de la misma (1933). Catedrática de Lengua Latina y de Lengua y Literatura Española, empezó a trabajar en el Instituto Balmes de Barcelona desde el curso 1922-1923, ejerciendo de ayudante, y en 1928 pasó a ser profesora numeraria. Trabajó tres meses en Manresa, durante el curso 1934-1935. 
En 1935, se casó con el hebraista Josep Maria Millàs Vallicrosa y cogió una excedencia hasta enero de 1938, cuando volvió el instituto de Villafranca del Panadés. Superó favorablemente el proceso de depuración del magisterio y fue confirmada en su cargo el 7 de junio de 1940. Después de la Guerra civil (1936-1939) volvió a trabajar en el Instituto Balmes de Barcelona, y publicó varios estudios de historia medieval.
En 1960, acudió al Archivo General de la Corona de Aragón (ACA) para investigar sobre los judíos en el reinado de Fernando de Antequera. Publicó importantes trabajos sobre judíos y conversos de la Corona de Aragón en el s. XV en Sefarad y otras revistas científicas, y sobre la época de Fernando I de Aragón.
Desde 1984, fue miembro de la Real Academia de Buenas Letras de Barcelona, convirtiéndose en la segunda mujer en entrar en esta institución, 61 años después de la escritora Caterina Albert, que había ingresado en 1923. En su discurso de entrada leyó el texto “Margarida de Prades en el regnat de Ferran d'Antequera” sobre la reina Margarita de Prades en el reinado de Fernando I de Aragón.

## Obra
- 1957 – En torno a la redacción del acta de Caspe.
- 1962 – La aljama de Teruel y la proclamación de Fernando de Antequera.
- 1946 – El cancionero de palacio edición crítica.
- 1956 – Jaume el Dissortat, darrer comte d'Urgell, En colaboración con Àngels Masià de Ros.
- 1977 – Rentas reales de Aragón de la época de Fernando I (1412-1416).
- 1992 – Violante de Bar y el Compromiso de Caspe. Real Academia de Buenas Letras de Barcelona.[5]

## Reconocimientos
En 2020, fue incluida dentro del proyecto “Mujeres Investigadoras en los Archivos Estatales (1900-1970)” para la descripción archivística y creación de un micrositio específico en el Portal de Archivos Españoles (PARES), desarrollado entre 2020-2023. Este proyecto ha sido impulsado por la Subdirección General de Archivos Estatales, con el objetivo visibilizar la labor de investigación realizada en España por las mujeres en el intervalo 1900-1970 partiendo de los registros documentales que se conservan en los Archivos de Gestión de los AAEE del Ministerio de Cultura (el Archivo Histórico Nacional, el Archivo de la Corona de Aragón, el Archivo General de Simancas, el Archivo General de Indias, el Archivo de la Real Chancillería de Valladolid, el Archivo General de la Administración y el Centro de Información Documental de Archivos).